# Дуейн Кери
Дуейн Джин „Дигър“ Кери (на английски: Duane Gene 'Digger' Carey) е американски тест пилот и астронавт от НАСА, участник в един космически полет.

## Образование
Дуейн Кери завършва колежа Highland Park High School в родния си град през 1975 г. През 1981 г. получава бакалавърска степен по аерокосмическо инженерство и механика от университета на Минесота. През 1982 г. става магистър по аерокосмическо инженерство в същото висше учебно заведение.

## Военна кариера
Дуейн Кери започва службата си в USAF през 1981 г. През 1983 г. става пилот на щурмови самолет A-10 Тъндърболт. През 1988 г. преминава курс на приучване към F-16. През 1992 г. става експериментален тест пилот. По време на службата си има над 3700 полетни часа на 35 различни типа самолети.

## Служба в НАСА
Дуейн Кери е избран за астронавт от НАСА на 1 май 1996 г., Астронавтска група №16. След две години завършва пълния курс на обучение и получава квалификация пилот. Взема участие в един космически полет.
| Космически полет на Дуейн Джин Кери                            | Космически полет на Дуейн Джин Кери | Космически полет на Дуейн Джин Кери | Космически полет на Дуейн Джин Кери | Космически полет на Дуейн Джин Кери | Космически полет на Дуейн Джин Кери  | Космически полет на Дуейн Джин Кери |
| №                                                              | Дата                                | КК                                  | Емблема на мисията                  | Функции                             | Продължителност                      |                                     |
| -------------------------------------------------------------- | ----------------------------------- | ----------------------------------- | ----------------------------------- | ----------------------------------- | ------------------------------------ | ----------------------------------- |
| 1                                                              | 1 март 2002                         | „Колумбия“, мисия STS-109           |                                     | Пилот                               | 10 денонощия 22 часа 11 мин. 09 сек. |                                     |
| Сумарно време в космоса – 10 денонощия 22 часа 11 мин. 09 сек. |                                     |                                     |                                     |                                     |                                      |                                     |

## Награди
- Летателен кръст за заслуги;
- Въздушен медал (3).